# Zughammer
Ein Zughammer, auch Minushammer, Stiftzieher oder Wichser, ist ein Werkzeug, welches zum Ausziehen von Kegelstiften und Bolzen aus Presspassungen verwendet wird.
Das Werkzeug besteht aus einem Stoßgewicht aus Stahl als träge Masse, das mit einer mittigen Bohrung auf einem Zugstab mit einem Endanschlag geführt wird. An seinem anderen Ende trägt der Zugstab ein Innengewinde, welches auf das Außengewinde des zu lösenden Stiftes oder Bolzen aufgeschraubt werden kann. Beim Einsatz des Werkzeuges wird das Stoßgewicht mehrmals gegen den Anschlag des Zugstabes geschlagen, dessen Impuls löst in analoger Form zum Handhammer den zuvor fest eingeschlagenen Stift oder Bolzen aus seiner Bohrung.

Zughammer

## Namensherleitung
- Zughammer / Minushammer: In der Technik wird er, obwohl er keinerlei Ähnlichkeit zu einem Hammer aufweist, als Hammer bezeichnet, weil er den gleichen Arbeitsgang eines Hammers beschreibt, allerdings in umgekehrter Richtung
- Stiftzieher: In der Technik wird er als Stiftzieher bezeichnet, weil er am Häufigsten zum Austreiben von Zentrierstiften verwendet wird.
- Wichser: Umgangssprachlich wird er im Berufsumfeld der Bauschlosser und Mechaniker wegen der vergleichsweise ähnlichen Bewegung mit dem Masturbieren eines geschlechtsreifen Mannes ordinär als Wichser tituliert.

## Typgleiches Werkzeug
- Gleithammer: Ein typgleiches Werkzeug wird in der Maler- und Lackierbranche als Beulen- und Dellenziehwerkzeug verwendet und dort als Gleithammer bezeichnet. Einzig unterschiedlich die Verwendung von punktschweißgebundenen Verbindungen am auszubeulenden Karosserieblech.